# Fédération Cynologique Internationale
Die Fédération Cynologique Internationale (FCI) ist der größte kynologische Dachverband. Der Sitz der FCI ist im belgischen Thuin.
Ursprünglich gegründet am 22. Mai 1911 in Paris (Gründungsmitglieder waren Verbände aus Belgien, Deutschland, Frankreich, den Niederlanden und Österreich) und 1921 nach dem Ende des Ersten Weltkrieges wiederbelebt, umfasst sie per August 2023 97 Mitglieds- und Partnerländer.
Die FCI dient gemäß ihren Statuten dem Zweck, die Zucht und Verwendung von Rassehunden sowie die Kynologie und das Wohlergehen der Hunde weltweit zu fördern. Sie veröffentlicht Rassebeschreibungen in ihren Arbeitssprachen: Englisch, Französisch, Deutsch und Spanisch. Ihre Reglements sehen die ausschließliche gegenseitige Anerkennung der Zuchtbücher ihrer Mitglieds- und Partnerverbände vor.
Die drei anderen großen Dachverbände neben der FCI sind der britische Kennel Club (KC), der American Kennel Club (AKC) sowie der Canadian Kennel Club (CKC). Diese vier Verbände erkennen ihre Registrierungen gegenseitig an, soweit die entsprechenden Rassen anerkannt sind, und haben Kooperationsabkommen geschlossen. Mit dem Kennel Club (KC) gibt es seit 2013 eine Vereinbarung zur gegenseitigen Anerkennung von Richtern.
Die FCI arbeitet darüber hinaus mit zahlreichen Weltrasseverbänden sowie der Internationalen Rettungshunde Organisation zusammen.
Der größte nicht der FCI angeschlossene oder mit ihr kooperierende kynologische Dachverband ist der vor allem in Nordamerika tätige United Kennel Club (UKC).

## Übertragung von Aufgaben
Auf nationaler Ebene delegiert die FCI die Aufzeichnung der Zuchtbücher und die Erstellung der Zuchtrichtlinien an die angeschlossenen Vereine. 
Die Mitgliedsländer der FCI führen internationale Hundeausstellungen und Arbeitsprüfungen durch, bilden Richter aus (Zuchtrichter und Leistungsrichter) und erstellen Ahnentafeln (Pedigrees).
Die FCI-Verbände erkennen die Ahnentafeln und Richter gegenseitig an.

## Aktivitäten der FCI
Der FCI obliegt unter anderem
- die datenbankmäßige Erfassung der Ergebnisse von internationalen Hundeausstellungen, an denen das CACIB (Certificat d’Aptitude au Championnat International de Beauté) ausgeschrieben ist,
- die Datenbankerfassung der Ergebnisse verschiedener Arbeitsprüfungen
  - mit Vergabe des CACIT, Certificat d’Aptitude au Championnat International de Travail (Arbeitsprüfung)
  - mit Vergabe des CACIL, Certificat d’Aptitude au Championnat International des Courses de Lévriers (Windhundrennen)
  - mit Vergabe des CACIOB, Certificat d’Aptitude au Championnat International d’Obéissance (Obedience)
  - mit Vergabe des CACIAG, Certificat d’Aptitude au Championnat International d’Agility (Agility)
  - mit Vergabe des CACITR Certificat d’Aptitude au Championnat International de Troupeau (Herdenhunde)
- der internationale Zuchtnamenschutz sowie
- die Verleihung der Titel: 
  - Internationaler Schönheits-Champion (C.I.B.),
  - Internationaler Schönheits- und Leistungschampion (C.I.B.P.) (seit 1. Juli 2012 für Windhunde der Gruppe 10),[12]
  - Internationaler Arbeits-Champion (C.I.T),
  - Internationaler Arbeits- und Schönheits-Champion (C.I.B.T),
  - Internationaler Ausstellungs-Champion (C.I.E) (seit 1. Januar 2009),[13]
  - Internationaler Renn-Champion (C.I.C),
  - Internationaler Obedience-Champion (C.I.OB)
  - Internationaler Agility-Champion (C.I.AG) und
  - Internationaler Herdenchampion (C.I.TR) (seit 1. Oktober 2013).

Die internationalen Ausstellungen (darunter die jährlich nach FCI-Regeln organisierte Welthundeausstellung) sowie die internationalen Prüfungen und Wettbewerbe für diese Titel finden in den jeweiligen Mitgliedsländern statt. Es sind nur von der FCI anerkannte Rassen teilnahmeberechtigt.

## Rassestandards und Nomenklatur
Die FCI bezeichnet die kynologische Idealbeschreibung einer Rasse als Rassestandard. 
Sie genehmigt internationale Rassestandards auf der Basis des jeweiligen Rassestandards des Ursprungslandes oder des Patronatslandes. In ihrem Statut hat die FCI festgelegt, dabei dem Wohl der Hunde oberste Priorität einzuräumen. In ihrer Erklärung zu den Werten der FCI anlässlich des einhundertjährigen Bestehens der FCI 2011 heißt es: „Die FCI erachtet die Gesundheit, das Wesen und das Verhalten als wichtigste Merkmale für Hunde und für deren Rassestandards.“
Die Anerkennung von Rassestandards geschieht in zwei Etappen. Erst nach einer vorläufigen Anerkennung erfolgt die endgültige Anerkennung durch die Generalversammlung der FCI und die Veröffentlichung des Standards. Im Rahmen des Verfahrens gibt es auch Standards, die auf eine vorläufige Anerkennung warten.
Die FCI nummeriert die Rassestandards und gliedert die Rassen in Gruppen und Sektionen.
Hauptartikel: Hunderassen in der Systematik der FCI

## Mitglieder der FCI
Die FCI nimmt nur einen Mitgliedsverband pro Staat auf. Dieser muss alle von der FCI anerkannten Rassen vertreten. Die 97 FCI-Mitglieder verteilen sich im August 2023 wie folgt auf die drei Sektionen der FCI:
|                         | Mitglieder | assoziierte Mitglieder | Vertragspartner |
| ----------------------- | ---------- | ---------------------- | --------------- |
| Europa                  | 44         | 5                      | 2               |
| Amerika, Karibik        | 20         |                        |                 |
| Asien, Afrika, Ozeanien | 14         | 6                      | 6               |
| Gesamt                  | 78         | 11                     | 8               |

Die FCI-Mitglieder im deutschsprachigen Raum sind:
- Deutschland: Verband für das Deutsche Hundewesen (VDH)
- Österreich: Österreichischer  Kynologenverband (ÖKV)
- Schweiz und Liechtenstein: Schweizerische Kynologische Gesellschaft (SKG)

Weitere Mitglieder mit Artikeln in der deutschsprachigen Wikipedia sind:
- Frankreich: Société Centrale Canine
- Irland: Irish Kennel Club
- Italien: Ente nazionale cinofilia italiana
- Niederlande: Raad van Beheer

Die Sektionen folgen dabei nicht streng geografischen Gegebenheiten, sondern berücksichtigen auch historische und politische Zusammenhänge. So gehören zur Sektion Europa beispielsweise die Organisationen aus Israel, Armenien, Aserbaidschan, Kasachstan, Kirgistan und Usbekistan.